# Peso uruguaià
El peso uruguaià (en castellà: peso uruguayo) és la unitat monetària de l'Uruguai. Encara que el peso és utilitzat a l'Uruguai des del 1840, l'actual peso uruguaià va ser creat el 1993. Se subdivideix en 100 centésimos, fracció que actualment ja no circula. El símbol utilitzat és $U (o, simplement, en el mercat interior, $) i el codi ISO 4217 és UYU.

## Història
En independitzar-se d'Espanya i del Brasil, l'Uruguai al començament va usar la moneda argentina. El 1840, però, hi van començar a circular els mateixos pesos, cadascun dels quals equivalia a 8 rals argentins. Durant la segona meitat del segle xx, l'economia uruguaiana va patir fortes crisis que provocaren greus períodes d'inflació. Per això, el govern va realitzar diversos canvis en la moneda de curs legal:
- Peso (Ur$, codi ISO UYP), de 1840 a 1975.
- Nuevo peso –nou peso– (NUr$, codi ISO UYN), de juliol del 1975 a març del 1993, que va reemplaçar l'anterior, a raó d'1 NUr$ per cada 1.000 Ur$.
- Peso uruguayo –peso uruguaià– ($U, codi ISO UYU), a partir de l'1 de març del 1993, que va reemplaçar l'anterior, a raó d'1 $U per cada 1.000 NUr$.

Si bé les devaluacions del peso han estat constants, el 2004 es va donar per primer cop el fenomen contrari: la moneda es va revaluar respecte al dòlar dels Estats Units, i va passar dels 30 als 24 pesos per dòlar.

### La moneda uruguaiana d'abans de la independència
La moneda de l'Uruguai va ser inicialment comuna amb la de la resta d'Iberoamèrica. Durant els enfrontaments en aquesta regió, en principi entre Espanya i Portugal, i després entre l'Argentina i el Brasil, la moneda dels països en disputa era d'ús freqüent. Quan el territori va ser annexionat pel Brasil el 1821 amb el nom de Província Cisplatina, l'administració lusobrasilera va posar en circulació bitllets del Banc del Brasil (en portuguès: Banco do Brasil). Aquest va ser el primer bitllet que va circular a l'Uruguai. Més tard, entre el 1826 i el 1828, les tropes argentines que lluitaven contra el Brasil van rebre el pagament en bitllets d'un peso amb el segell del Banc Nacional de Buenos Aires per a la Província Oriental del Riu de la Plata.
Totes les parts en conflicte feien servir el dòlar espanyol o ral de vuit (conegut també en castellà amb el nom de peso i en portuguès com a patacão), el qual circulava amb un valor de 8 rals espanyols o 960 réis brasilers. Les monedes que circulaven a la província eren encunyades a Mèxic, Potosí, el Brasil i Buenos Aires. Durant el període turbulent del conflicte preindependentista, pel territori oriental va circular una quantitat significativa de monedes de coure de baixa qualitat provinents de Buenos Aires i del Brasil.

### El peso entre el 1828 i el 1854
El 1828, la moneda de l'Uruguai estava basada en el peso d'argent ($) de 8 rals (R o r), conegut amb el nom de patacón, i en l'unça d'or (onza de oro), valorada en 16 pesos d'argent. No obstant això, també circulava una gran quantitat de monedes de coure devaluades. Sense els mitjans per implementar una moneda nacional, el govern provisional de José Rondeau va permetre que l'argent i l'or estrangers circulessin lliurement (llei del 4 d'octubre de 1828) amb el seu valor intrínsec, però va restringir i després prohibir la importació de monedes de coure i la circulació de bitllets de Buenos Aires (març de 1829).
El gener de 1831, Fructuoso Rivera va desmonetitzar totes les monedes de coure en circulació, que van deixar de ser de curs legal entre la població i a partir de llavors ja no serien proporcionades per les oficines públiques. Més endavant, es va fixar un patacón (8 rals) d'argent o d'or per cada 13 rals de coure.
Amb l'objectiu de complir amb les necessitats de canvi, el govern va obtenir monedes de Buenos Aires d'un desè de ral (décimos de la ciudad de Buenos Aires), de 24 mm, amb data de 1822 i 1823, i en va posar vora un milió sis-cents mil en circulació a la meitat del valor (Llei 17, del 15 de març de 1831). Aquesta es considera la primera unitat monetària emesa per la República Oriental de l'Uruguai.
Finalment, el Govern va crear un nou sistema monetari (Llei 208, del 20 de juny de 1839), conegut com a Sistema Real, amb comptes mantinguts en patacones (pesos) d'argent de 8 rals, cadascun subdividit en 100 centésimos.
La Llei 208 també va autoritzar la circulació de 20.000 pesos en monedes de coure, però només se'n van produir cinc-centres, amb data de 1840. El Govern va posar la primera d'aquestes monedes en circulació el 15 d'octubre de 1840 (i, des del 1990, l'Uruguai celebra el 15 d'octubre com la Diada de la Numismàtica Nacional).
Les monedes de coure i el peso d'argent es van autoritzar amb les lleis 254 i 255 del 13 de desembre de 1843, durant la llarga guerra civil uruguaiana, coneguda com la Guerra Gran. El govern va establir la Casa de Moneda de Montevideo, la qual produïa tres valors de coure i un peso fuerte d'argent (conegut també com a peso del Sitio o dòlar de Montevideo).

### Els primers bitllets
L'Uruguai no va emetre cap bitllet en aquest període, però, tot i així, hi havia una mena de pagarés que s'hi assemblaven força. La llei del 26 de gener de 1831 deixava a càrrec de la Societat de Canvi del Coure la responsabilitat d'emetre bitllets d'1 i 5 pesos, per tal de canviar les monedes de coure que circulaven. Aquests bitllets s'havien de pagar al portador al cap de 90 dies en unces d'or, pesos fuertes d'argent o patacones, o en argent subsidiari brasiler, i el govern els acceptava i hi donava el mateix valor que a la moneda d'argent i d'or.
Una llei del 29 d'abril de 1835 autoritzava el pagament d'un préstec estranger per saldar una part del deute nacional, amb una emissió de fins a 700.000 $ en pòlisses de deute públic. Es tractava de vales o pagarés de valors alts (de 400, 500, 2.000 i 5.000 pesos), que s'havien de pagar al portador.

### Les primeres monedes

#### 1840
Les primeres dues monedes de l'Uruguai van ser de centésimos de coure, fabricades l'any 1840 per una empresa privada (Taller Augustín Jouve) a Montevideo, i duien el dibuix d'un sol radiant amb cara humana: se'n van fer de 5 c (de 24 mm, amb unes 6.000 unitats) i 20 c (de 27 g i 37 mm, amb unes 18.500 unitats). La moneda de 5 c era coneguda com el cinquiño (del portuguès cinquinho) i la de 20 c com a vintén (del portuguès vintém).

#### 1843–1844
Les tres monedes de centésimos de coure del període 1843-1844 segueixen la mateixa tipologia que les de 1840: la de 5 c, de 5,38 g i 24 mm, amb unes 6.000 unitats produïdes el 1844; la de 20 c, de 21,50 g i 24 mm, de les quals se'n van fer 15.000 el 1843 i 10.000 el1844). Es va introduir una nova moneda de 40 c de 43 g i 40 mm, de la qual se'n van encunyar 65.000 el 1844.
El peso fuerte de 1844 era de 27,07 g i 35 mm i contenia 23,69 g d'argent. Es va fer fonent objectes d'argent provinents de donacions. Només se'n van produir 1.226 unitats. Va ser més una medalla commemorativa que no pas una moneda de circulació general. Es va emetre oficialment el 15 de febrer de 1844. El president Manuel Oribe, però, en va prohibir la circulació fora de Montevideo.

## Monedes i bitllets
És emès pel Banc Central de l'Uruguai (Banco Central del Uruguay). N'hi ha en circulació bitllets de 2.000, 1.000, 500, 200, 100, 50 i 20 pesos i monedes de 50, 10, 5, 2 i 1 pesos.

## Taxes de canvi
- 1 EUR = 47,50 UYU (1 de maig del 2025)
- 1 USD = 41,97 UYU (1 de maig del 2025)